# Charlotte Ritchie
Charlotte Ritchie (* 29. August 1989 in London-Clapham) ist eine britische Schauspielerin. 

## Leben
Ritchie wuchs in London auf und besuchte eine private Mädchenschule. Nach ihrem ersten Wirken im britischen Kurzfilm The Open Doors im Jahr 2004 hatte sie ein Jahr später im Film Harry Potter und der Feuerkelch einen kurzen Auftritt als Schülerin. 
Im Jahr 2006 gründete sie zusammen mit Daisy Chute, Laura Wright, Rachel Fabri und Melanie Nakhla die Gesangsgruppe All Angels, die sich 2011 auflöste. Zugleich machte sie an der University of Bristol ihren Abschluss in Englisch und Theater.
In der Fernsehserie Fresh Meat spielte sie von 2011 bis 2016 ihre erste Hauptrolle in einer Fernsehserie. In der Serie Call the Midwife – Ruf des Lebens spielte sie von 2015 bis 2018 die Rolle der Barbara Gilbert. Nach mehreren Kurzauftritten in Serien wie Doctor Who, Death in Paradise oder Grantchester übernahm sie 2023 die Hauptrolle der Kate Galvin in der Netflix-Serie You – Du wirst mich lieben.
2021 nahm sie an der elften Staffel von Taskmaster teil.

## Filmografie
- 2004: The Open Doors
- 2005: Harry Potter und der Feuerkelch (Harry Potter and the Goblet of Fire)
- 2009: Life of Riley (Fernsehserie)
- 2011–2016: Fresh Meat (Fernsehserie; 30 Episoden)
- 2012: Doctors (Fernsehserie; 2 Episoden)
- 2014: The Portrait
- 2014–2016: Siblings (Fernsehserie; 12 Episoden)
- 2015–2018: Call the Midwife – Ruf des Lebens (Call the Midwife, Fernsehserie; 30 Episoden)
- 2016: Time Traveller’s Support Group
- 2018: Man of the Hour
- 2018: MatchBox
- 2019: Capital
- 2019: Doctor Who (Fernsehserie; eine Episode)
- 2019: Death in Paradise (Fernsehserie; eine Episode)
- seit 2019: Ghosts (Fernsehserie)
- 2019–2021: Dead Pixels (Fernsehserie; 12 Episoden)
- 2020: McDonald & Dodds (Fernsehserie; eine Episode)
- 2020–2021: Feel Good (Fernsehserie; 12 Episoden)
- 2021: REPEAT
- 2021: Taskmaster (Fernsehserie, 11. Staffel)
- 2022–2024: Grantchester (Fernsehserie; 11 Episoden)
- 2023: Wonka
- 2023: Partygate – The True Story (Partygate, Fernsehfilm)
- 2023–2025: You – Du wirst mich lieben (You, Netflix-Serie)
- 2024: The Assessment